# Varadka
Varadka, russinisch Варадка/Waradka (ungarisch Váradka) ist eine Gemeinde im Osten der Slowakei mit 251 Einwohnern (Stand 31. Dezember 2024). Sie gehört zum Okres Bardejov, einem Kreis des Prešovský kraj, und wird zur traditionellen Landschaft Šariš gezählt.

## Geographie

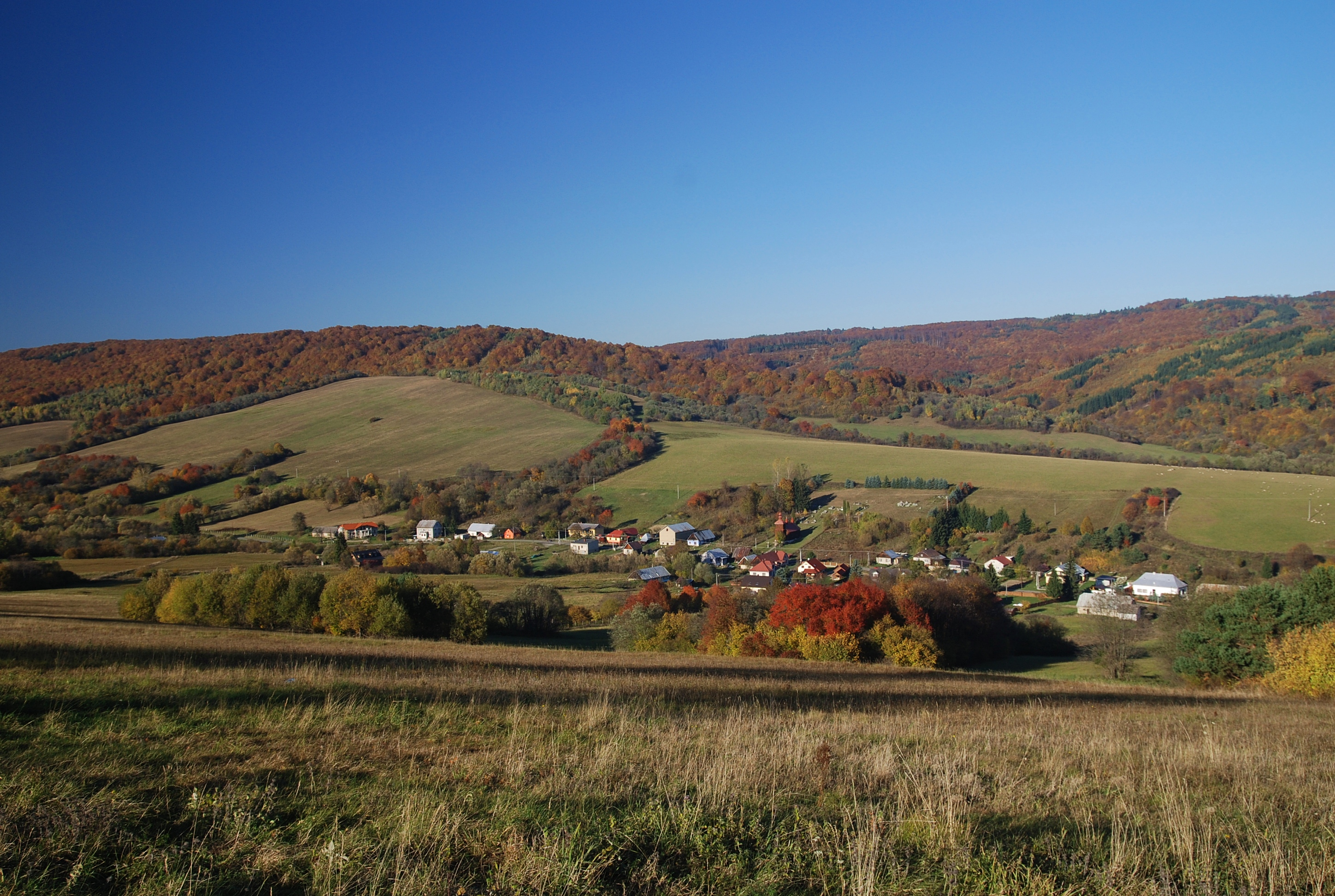
Blick auf Varadka vom Norden

Die Gemeinde befindet sich im nördlichen Teil der Niederen Beskiden, noch genauer im Bergland Ondavská vrchovina, im oberen Tal der Ondava nahe der Staatsgrenze zu Polen. Das Ortszentrum liegt auf einer Höhe von 409 m n.m. und ist 19 Kilometer von Bardejov entfernt (Straßenentfernung).
Nachbargemeinden sind Sękowa (Ortschaft Radocyna, PL) im Norden, Krempna (Ortschaft Grab, PL) im Nordosten, Nižná Polianka im Osten und Südosten, Mikulášová im Süden, Jedlinka im Südwesten und Westen und Vyšná Polianka im Nordwesten.

## Geschichte

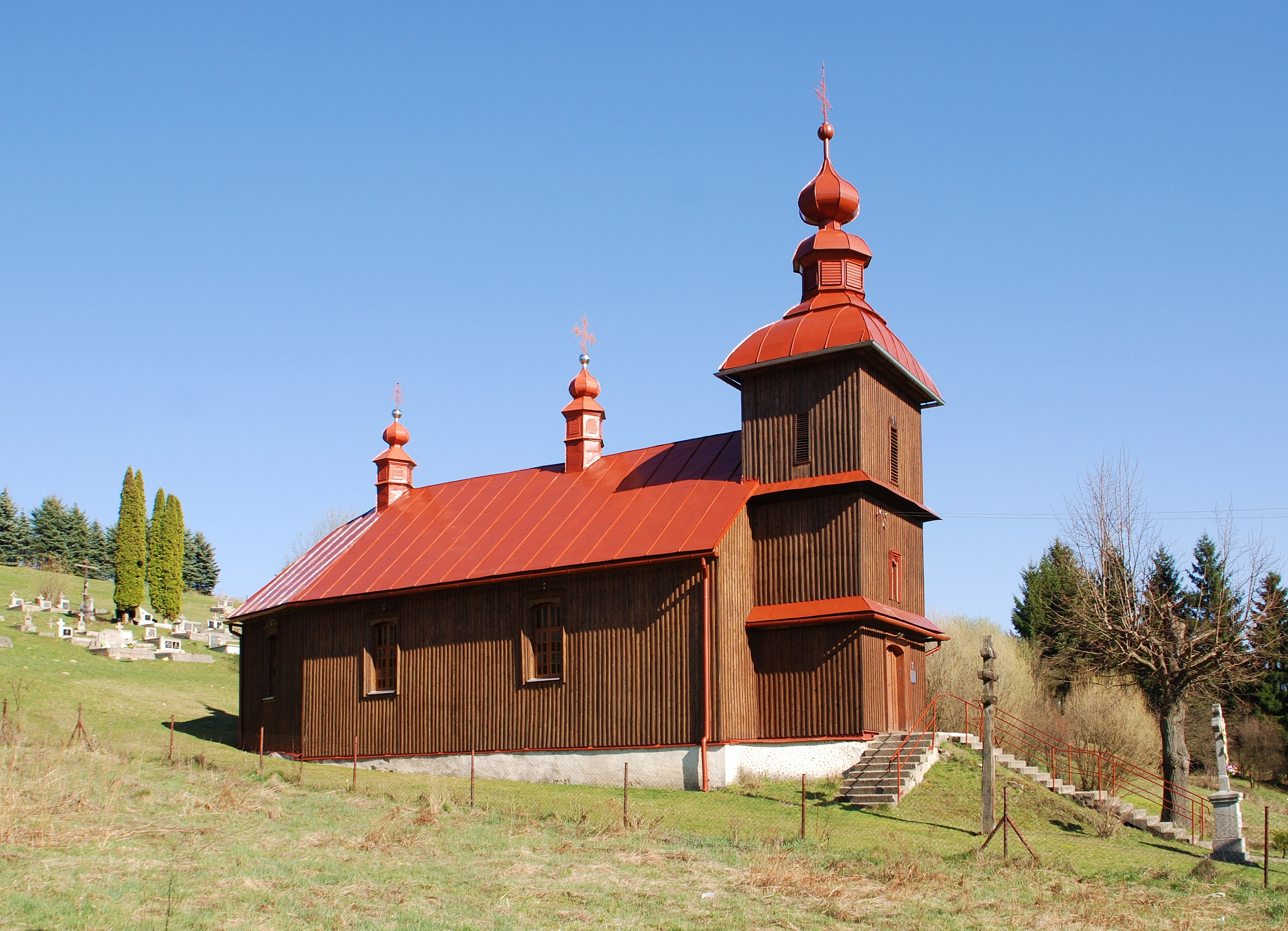
Orthodoxe Holzkirche

Varadka wurde zum ersten Mal 1470 schriftlich erwähnt und war von damals bis 1848 Teil der Herrschaft von Makovica. Gegen Ende des 15. Jahrhunderts wurde der Ort von einem polnischen Heer verwüstet.
1787 hatte die Ortschaft 52 Häuser und 271 Einwohner, 1828 zählte man 60 Häuser und 471 Einwohner, die als Viehhalter beschäftigt waren. 1850–1869 sowie 1890–1910 war der Ort von starker Auswanderung betroffen. Während der Winterschlacht in den Karpaten der Jahreswende 1914/15 war Varadka kurzzeitig durch ein russisches Heer besetzt.
Bis 1918 gehörte der im Komitat Sáros liegende Ort zum Königreich Ungarn und kam danach zur Tschechoslowakei beziehungsweise heute Slowakei. In der ersten tschechoslowakischen Republik waren die Einwohner als landwirtschaftliche Saisonarbeiter und Waldarbeiter tätig. Im Verlauf des Zweiten Weltkriegs wurde Varadka stark beschädigt. Nach dem Zweiten Weltkrieg pendelte ein Teil der Einwohner zur Arbeit in Industriebetriebe in Bardejov, die örtliche Einheitliche landwirtschaftliche Genossenschaft (Abk. JRD) wurde im Jahr 1960 gegründet.

## Bevölkerung
| Jahr                | 1994 | 2004     | 2014     | 2024    |
| ------------------- | ---- | -------- | -------- | ------- |
| Anzahl der Personen | 131  | 174      | 200      | 251     |
| Unterschied         |      | +32,82 % | +14,94 % | +25,5 % |

| Jahr                | 2023 | 2024    |
| ------------------- | ---- | ------- |
| Anzahl der Personen | 251  | 251     |
| Unterschied         |      | +1,42 % |

Nach der Volkszählung 2011 wohnten in Varadka 188 Einwohner, davon 83 Roma, 56 Slowaken, 20 Russinen und drei Ukrainer. 26 Einwohner machten keine Angabe zur Ethnie.
118 Einwohner bekannten sich zur orthodoxen Kirche, 16 Einwohner zu den Zeugen Jehovas, 12 Einwohner zur römisch-katholischen Kirche, 10 Einwohner zur griechisch-katholischen Kirche und ein Einwohner zu den christlichen Gemeinden. Zwei Einwohner waren konfessionslos und bei 29 Einwohnern wurde die Konfession nicht ermittelt.

## Bauwerke
- orthodoxe, ehemals griechisch-katholische Holzkirche Schutz der Allheiligen Gottesgebärerin aus dem Jahr 1924[6]

## Verkehr
Nach Varadka führt nur die Straße 3. Ordnung 3520 von Nižná Polianka (Anschluss an die Straße 1. Ordnung 77) heraus, mit der Weiterführung nach Vyšná Polianka und Ondavka.